# Кураков, Лев Пантелеймонович
Лев Пантелеймо́нович Курако́в (4 января 1943, Чувашские Ишаки, Чкаловский район, Чувашская АССР, РСФСР, СССР — 21 декабря 2020,  Чебоксары, Российская Федерация) — советский и российский организатор высшего образования, учёный-экономист; государственный деятель. Ректор Чувашского государственного университета имени И. Н. Ульянова (1990—2009).
Доктор экономических наук, профессор; Заслуженный деятель науки Российской Федерации (1993), Заслуженный работник высшей школы Российской Федерации (2003); действительный член Российской академии образования (2004).
Депутат (1994—1995), член (1998—2000) Совета Федерации. Председатель Кабинета Министров Чувашской Республики (1998). Председатель Государственного Совета Чувашской Республики (1998—2000).

## Биография

### Происхождение
Родился 4 января 1943 года в деревне Чувашские Ишаки Чкаловского района Чувашской АССР. Мать — Татьяна Фёдоровна.
Окончил Канашский финансовый техникум в 1961 году, Казанский государственный финансово-экономический институт в 1966 году, Московский институт народного хозяйства имени Г. В. Плеханова (аспирантуру и докторантуру), проходил стажировку в Высшей экономической школе (Берлин).

### Научная деятельность
В 1969—1990 годах — ассистент, старший преподаватель, доцент, профессор, заведующий кафедрой политической экономии, заместитель декана, декан экономического факультета Чувашского государственного университета. автор около 400 научных работ, свыше 70 монографий, учебников и учебных пособий. В 1973 году защитил кандидатскую диссертацию «Экономические проблемы рационального использования трудовых ресурсов в промышленности : на примере Волго-Вятского экономического района», в 1988 году — докторскую диссертацию «Социально-экономические проблемы формирования коллективной рабочей силы при социализме : политико-экономический аспект».
С 1990 года — ректор Чувашского государственного университета.
Член-корреспондент РАО с 20 апреля 2000 года, академик РАО с 22 апреля 2004 года. С 2010 по 2011 год — президент Чувашского государственного университета. После ухода с должности ректора ЧГУ уехал в Мордовию, впоследствии вернулся в Чебоксары.

### Государственная и общественная деятельность
В 1990—1994 годах — народный депутат Чувашской Республики, член Президиума Верховного Совета, председатель комиссии Верховного Совета Чувашской Республики по экономической реформе, бюджету, налогам и финансам. 1992 по 1994 год — президент Академии наук Чувашской Республики.
В декабре 1993 года был избран депутатом Совета Федерации первого созыва, баллотировался на пост президента Чувашской Республике (во втором туре уступил Н. В. Фёдорову);
С 1997 года — вице-президент Чувашской Республики; в январе-июле 1998 года — председатель правительства Чувашской Республики;
В июле 1998 года был избран председателем Государственного Совета Республики; по должности вошёл в состав Совета Федерации; в феврале 2000 года был освобождён от обязанностей председателя Государственного совета Чувашской Республики.
До своей смерти являлся председателем Региональной общественной организации «Ассамблея представителей народов, проживающих на территории Чувашской Республики».
Скончался 21 декабря 2020 года в Чебоксарах в результате осложнений при коронавирусной инфекции. Похоронен на аллее почётных захоронений на кладбище у деревни Яуши  Чебоксарского района.

## Семья
Был женат. Супруга — Куракова Альбина Дмитриевна.
Двое сыновей: 
- Александр Львович Кураков (род. 1982) — доктор экономических наук.
- Владимир Львович Кураков  (1976—2017) — доктор экономических наук, директор финансово-экономического института Чувашского госуниверситета. Был женат на Алешевой Светлане Александровне — дочери настоятеля Свято-Троицкого храма села Емелево Горномарийского благочиния.
  - Внуки: Кураков Лев Владимирович, Куракова Емилия Владимировна (род. 15 ноября 2007; занимается бальными танцами).

## Награды

### Награды Российской Федерации
- Орден «За заслуги перед Отечеством» IV степени (18 августа 2009) — за заслуги в области образования, науки и большой вклад в подготовку квалифицированных специалистов[2]
- Орден Почёта (17 ноября 1997) — за многолетний добросовестный труд и большой вклад в укрепление дружбы и сотрудничества между народами[3]
- Заслуженный деятель науки Российской Федерации (15 ноября 1993) — за заслуги в научно-педагогической деятельности[4]
- Заслуженный работник высшей школы Российской Федерации (30 января 2003) — за заслуги в научной работе, значительный вклад в дело подготовки высококвалифицированных специалистов[5]
- Лауреат Премии Президента Российской Федерации в области образования за 2000 год (30 ноября 2001) — за цикл исследований на тему «Социокультурные основания интегрирования образовательного пространства (теоретические принципы, психолого-педагогические условия, научно-практическая модель)» для учебных заведений высшего профессионального образования[6]
- Медаль К. Д. Ушинского (Минобрнауки России, 2002)
- Почётный работник высшего профессионального образования Российской Федерации

### Награды Чувашской Республики
- Заслуженный деятель науки Чувашской АССР (1990 год)
- Лауреат Государственной премии Чувашской Республики в области науки и техники (1997 год)
- Памятная медаль «100-летие образования Чувашской автономной области» (2020)

### Муниципальные награды
- Почётный гражданин города Чебоксары (2006);
- Почётный гражданин города Алатырь (2002);
- Почётный гражданин города Канаш (2006);
- Почётный гражданин Батыревского района Чувашской Республики (2000);
- Почётный гражданин Яльчикского района Чувашской Республики (2000).
- Почётный гражданин деревни Чувашские Ишаки Батыревского района Чувашской Республики;

### Признание
- Почётный доктор Стамбульского университета;

## Память
- В деревне Чувашские Ишаки имеется улица Л. П. Куракова;
- Похоронен 23 декабря 2020 года в зоне почётных захоронений Яушского кладбища города Чебоксары.
- 21 декабря 2021 года на стене Дома дружбы в Чебоксарах установлена мемориальная доска, посвящённая Л. П. Куракову.

## Книги
- Л. П. Кураков. Экономическая теория. (2007)
- Л. П. Кураков, Г. Е. Яковлев. Курс экономической теории. (2005)
- Л. П. Кураков. Экономика и право. Словарь-справочник. (2004)
- Л. П. Кураков. Экономическая теория. Учебное пособие. (2002)
- Л. П. Кураков, В. Г. Тимирясов, В. Л. Кураков. Современные банковские системы. Учебное пособие. (2000)
- Л. П. Кураков, В. Л. Кураков. Словарь-справочник по экономике. (1999)
- Л. П. Кураков, С. Н. Смирнов. Информация как объект правовой защиты. (1998)